# Ла-Грейндж (округ Волворт, Вісконсин)
Ла-Грейндж (англ. La Grange) — місто (англ. town) в США, в окрузі Волворт штату Вісконсин. Населення — 2472 особи (2020).

## Демографія
Згідно з переписом 2010 року, у місті мешкали 2454 особи в 993 домогосподарствах у складі 748 родин. Було 1763 помешкання
Расовий склад населення:
| - 96,9 % — білих - 0,4 % — азіатів - 0,1 % — корінних американців - 0,1 % — чорних або афроамериканців - 1,4 % — осіб інших рас |

До двох чи більше рас належало 1,1 %. Частка іспаномовних становила 3,3 % від усіх жителів.
За віковим діапазоном населення розподілялося таким чином: 20,3 % — особи молодші 18 років, 63,8 % — особи у віці 18—64 років, 15,9 % — особи у віці 65 років та старші. Медіана віку мешканця становила 47,7 року. На 100 осіб жіночої статі у місті припадало 107,8 чоловіків;  на 100 жінок у віці від 18 років та старших — 106,2 чоловіків також старших 18 років.
Середній дохід на одне домашнє господарство  становив 92 122 долари США (медіана — 78 387), а середній дохід на одну сім'ю — 102 358 доларів (медіана — 92 083). Медіана доходів становила 64 167 доларів для чоловіків та 40 976 доларів для жінок. За межею бідності перебувало 5,5 % осіб, у тому числі 4,9 % дітей у віці до 18 років та 2,0 % осіб у віці 65 років та старших.
Цивільне працевлаштоване населення становило 1316 осіб. Основні галузі зайнятості: освіта, охорона здоров'я та соціальна допомога — 23,6 %, виробництво — 17,1 %, науковці, спеціалісти, менеджери — 10,4 %, будівництво — 8,3 %.